# Campeonato Baiano 1925
In 1925 werd het 21ste Campeonato Baiano gespeeld voor voetbalclubs uit de Braziliaanse staat Bahia. De competitie werd gespeeld van 5 april 1925 tot 10 januari 1926 en werd georganiseerd door de FBF. Ypiranga werd kampioen. 

## Eindstand
| Plaats | Club                   | Wed. | W  | G | V | Saldo | Ptn. |
| ------ | ---------------------- | ---- | -- | - | - | ----- | ---- |
| 1.     | Ypiranga               | 12   | 10 | 2 | 0 | 41:15 | 22   |
| 2.     | AAB                    | 12   | 8  | 1 | 3 | 32:15 | 17   |
| 3.     | Botafogo               | 12   | 7  | 2 | 3 | 30:17 | 16   |
| 4.     | Vitória                | 12   | 5  | 2 | 5 | 20:24 | 12   |
| 5.     | Fluminense de Salvador | 11   | 3  | 1 | 7 | 13:35 | 7    |
| 6.     | Democrata              | 11   | 2  | 2 | 7 | 22:22 | 6    |
| 7.     | Bahiano de Tênis       | 7    | 2  | 0 | 5 | 10:19 | 4    |
| 8.     | Yankee                 | 7    | 0  | 0 | 7 | 6:27  | 0    |

|  | Kampioen |

## Kampioen
| Campeonato Baiano de 1925 |
| ------------------------- |
| YPIRANGA 2º Titel         |